# Hernâni (football, 1931)
Pour les articles homonymes, voir Hernani (homonymie).
Hernâni Ferreira da Silva, plus communément appelé Hernâni, est un footballeur portugais né le 1er septembre 1931 à Águeda et mort le 5 avril 2001 à Porto. Il évoluait au poste d'attaquant.

## Biographie
Grand joueur du FC Porto, il y passe la majorité de sa carrière, remportant deux championnats et deux coupes.
International portugais, il reçoit 28 sélections en équipe du Portugal entre 1953 et 1964.

## Carrière
- 1950-1952 :  FC Porto
- 1952-1953 :  GD Estoril-Praia
- 1953-1964 :  FC Porto

## Palmarès

### En club
Avec le FC Porto :
- Champion du Portugal en 1956 et 1959
- Vainqueur de la Coupe du Portugal en 1956 et 1958